# Perukstock
Perukstock är en träkubb med form av ett människohuvud, använd som underlag vid tillverkning, reparation eller ansande av peruker. Vid tillverkningen spänns en tyllväv över stocken. På väven knyter perukmakaren sen fast hårstrån med hjälp av en tambureringsnål. Perukstockar används också som förvaringsplats för peruker när de inte används. 
Eftersom en perukstock, trots likheten med ett människohuvud, inte går att föra ett utvecklande samtal med, har den blivit ett slags symbol för en inskränkt eller/och konservativ ”stockkonservativ” människa.